# Landtagswahl in Bayern 1946
- SPD: 54
- FDP: 9
- CSU: 104
- WAV: 13

Die Wahl zum ersten Bayerischen Landtag nach dem Zweiten Weltkrieg fand am 1. Dezember 1946 statt, die Wahlbeteiligung lag bei 75,7 %. Bei dieser Wahl hatte jeder Wähler nur eine Stimme. Gleichzeitig wurde ein Volksentscheid über die bayerische Verfassung durchgeführt, die mit 70,6 % der Stimmen angenommen wurde.

## Ausgangslage
Bayern war seit Kriegsende 1945 Teil der amerikanischen Besatzungszone. Die amerikanische Militärregierung hatte am 28. Mai 1945 Fritz Schäffer (CSU) zum Ministerpräsidenten berufen. Vier Monate später setzten sie ihn ab, da er aus ihrer Sicht nicht konsequent genug gegen ehemalige NSDAP-Parteimitglieder im öffentlichen Dienst vorging, und setzten Wilhelm Hoegner (SPD) als Ministerpräsidenten ein. Hoegner übernahm zum 18. Oktober 1945 auch das Amt des Justizministers, war vom 8. März 1946 bis 24. Juni 1946 Vorsitzender des Vorbereitenden Verfassungsausschusses und wurde am 13. Mai 1946 Vorsitzender der SPD Bayern. Am 30. Juni 1946 hatte die Wahl zur Landesversammlung in Bayern stattgefunden, dabei hatte die CSU 58,3 % und die SPD 28,8 % der Wählerstimmen erhalten.

## Ergebnis
Es galt eine 10-%-Sperrklausel auf Ebene der Bezirke, eine Partei musste also in mindestens einem der Bezirke zehn Prozent der gültigen Stimmen erreichen, um in den Landtag einzuziehen. Deshalb erhielt die KPD keinen Sitz im Landtag.
Die CSU erreichte die absolute Mehrheit im Landtag und stellte mit Hans Ehard den nächsten Ministerpräsidenten. CSU und SPD bildeten die Bayerische Staatsregierung.
| Partei                                        | Abgegebene Stimmen | in Prozent | Sitze |
| --------------------------------------------- | ------------------ | ---------- | ----- |
| Christlich-Soziale Union in Bayern (CSU)      | 1.593.908          | 52,29 %    | 104   |
| Sozialdemokratische Partei Deutschlands (SPD) | 871.760            | 28,60 %    | 54    |
| Wirtschaftliche Aufbau-Vereinigung (WAV)      | 225.404            | 7,39 %     | 13    |
| Kommunistische Partei Deutschlands (KPD)      | 185.023            | 6,07 %     | –     |
| Freie Demokratische Partei (FDP)              | 172.242            | 5,65 %     | 9     |
| Gesamt                                        | 3.048.337          | 100 %      | 180   |

## Volksentscheid
Zeitgleich zur Landtagswahl wurde in Bayern in einem Volksentscheid über die Annahme der Bayerischen Landesverfassung abgestimmt (Verfassungsreferendum). Die Verfassungsvorlage wurde von der Mehrheit der Abstimmenden angenommen.
| Vorlage                           | Beteiligung (absolut) | Beteiligung (in %) | “Ja”-Stimmen (absolut) | “Ja”-Stimmen (in %) | “Nein”-Stimmen (absolut) | “Nein”-Stimmen (in %) | Ungültige (absolut) | Ungültige (in %) | Ergebnis    |
| --------------------------------- | --------------------- | ------------------ | ---------------------- | ------------------- | ------------------------ | --------------------- | ------------------- | ---------------- | ----------- |
| Verfassung des Freistaates Bayern | unbekannt             | 75,7 %             | 2 090 444              | 70,6 %              | 870 135                  | 29,4 %                | unbekannt           | unbekannt        | erfolgreich |